# ローラ (モデル)
ローラ（Rola、1990年3月30日 - ）は、東京都多摩市出身で、アメリカ合衆国・ロサンゼルスを拠点に 活動するバラエティタレント、ファッションモデル、農家。本名、佐藤 えり（さとう えり）。
父はバングラデシュ人。実母は新潟県出身で日本人の血を4分の3、ロシア人の血を4分の1受け継ぐ、いわゆるクォーター。国籍は未詳。身長165cm。LIBERA所属（2020年6月30日まで）。双子の兄がおり、さらに下の兄弟も双子である。
モデルとしては雑誌『ViVi』での活動が著名。各種テレビ番組などへのタレントとしての出演も活発で、会話の合間に舌を出したり頬を膨らませる仕草を頻繁に見せたり、敬語が苦手なことから誰彼なしにタメ口で接する奔放なキャラクターで有名。
料理が趣味でSNSで披露してコメント欄で絶賛されたこともある。

## 来歴
“ローラ”という名は米国のテレビドラマ『大草原の小さな家』の登場人物「ローラ」に由来する。幼少の頃に両親が離婚。
実父とともに、実父の再婚相手となった中国人の継母と生活して育った。埼玉県狭山市

で生まれてすぐにバングラデシュへ移り現地のアメリカンスクールに通った。
小学校1年生の時に日本へ帰国し、しばらくして再びバングラデシュへ移住。
やがて父の仕事の都合に伴い9歳で日本へ再移住。本人いわく「この頃から日本語がうまくなった」という。
親が日本語を分からない事や、教科書をベンガル語に翻訳する人がいなかったため、コミュニケーションは身振り手振り、目や顔の表情で伝えるようになった。
高校時代に渋谷でスカウトを受けて、モデル活動を開始。
2015年より、活動拠点をロサンゼルスへ移した。なお、移住先の隣家にはジョナサン・シガーのおじが住んでいる。
2025年3月17日、自身の本名を「佐藤えり」であることを明らかにした上で、実母の故郷である新潟県で本格的に農業を行うことを表明した。

### モデル
2007年から『Popteen〔ポップティーン〕』誌上で読者モデルとして活動。以降、同誌での活躍を機にモデルとして注目されオファーが増える。2008年に雑誌『ViVi』（4月号）に初登場。さらに同年内に同誌の専属モデルへ。以降、翌2009年から2011年にかけて、『渋谷ガールズコレクション』、『東京ガールズコレクション』、ならびに『Girls Award〔ガールズアワード〕』などのランウェイイベントへの出演を重ねていった。2012年には6月発売の『ViVi』誌8月号で同誌の表紙に初登場。8月には自身初の書籍にあたる『THE ROLA!!』を発売している。

### タレント
2010年6月に同じ『ViVi』モデルの藤井リナ、大石参月とともにバラエティ番組『しゃべくり007』にゲスト出演し、それをきっかけとしてバラエティ番組への出演が増加。2011年には出演番組数を前年の38本から約5倍の200本に増やし、ニホンモニターの発表による「タレント番組出演本数ランキング」のブレイクタレント部門で4位となっている。翌2012年には4月から昼のバラエティ番組『笑っていいとも!』にレギュラー出演。年を通して多くのバラエティテレビ番組出演を重ね、それら各所で披露した“オッケー”というセリフが流行語として認知されるに至った。
2015年9月1日、オフィシャルファンクラブ「Rola's Fan Club」を設立。

### 歌手
2010年に発売となった雑誌『ViVi』によるコンピレーションアルバムに中島美嘉の「WILL」をカバーした自身の歌曲を提供。2011年にはISSA×SoulJaのシングル「i hate u」に客演し、歌手デビュー。さらに2012年にはデビューシングルにあたる「Memories」を発売。7月発売のこの楽曲はちょうど同時期公開の『劇場版ポケットモンスター ベストウイッシュ キュレムVS聖剣士 ケルディオ』の主題歌ともなった。6月末には「Memories」が、iTunes Storeの総合チャートで1位となっている。9月にはYouTubeに公開したカーリー・レイ・ジェプセンの「コール・ミー・メイビー」のパロディビデオがわずか7日間で200万回再生を突破。ジェプセン当人がこのビデオを見てツイッターで賞賛、来日の折に対談の機会を持った。この件に関しては、ジェプセンとの契約を持つジャスティン・ビーバーから受けた礼のツイートも話題となった。

### 女優
2015年8月21日に自身のTwitterで映画『バイオハザード』シリーズ最新作に出演すると明かした。出演作は『バイオハザード: ザ・ファイナル』（2016年12月公開）。演じる役は主人公のアリス・アバーナシーと共に最後の戦いを挑む女戦士コバルト役で、起用した理由として映画製作プロデューサーは「彼女は驚くべき美貌と人を惹きつける強烈な個性、強い意志をもった女性。今回のコバルトは彼女が適役でした」と語っている。

### ブランド
2013年には自身のプロデュースによるファッションブランド「Vasilisa（ヴァシリーサ）」が発足。化粧品ブランドを手掛けるフィッツコーポレーションと所属芸能事務所にあたるLIBERAの共同事業による展開で、さっそく第1弾の商品として2種の香水と5種のボディミストの制作に着手、ピーチ・ジョンでの先行発売（7月）を経て同年中に全国発売開始。
2020年、アパレルブランド「STUDIO R330」を立ち上げた。

### LIBERAとのトラブル報道
2017年6月17日、「最近裏切られたことがあって心から悲しくて沈んでいるんだけど、わたしは人には絶対にしない。」「 いま誰のことも信じられないないくらい怖いんだ。」「黒い心を持った人とは絶対に一緒にいたくない。 10年の信頼をかえしてください。」 などのツイートを行って注目され、8月には所属事務所LIBERAに対し、実質20年間の専属契約で不当に拘束されているとして契約終了を求める申し入れ書を送付していた、との報道がなされた。
2018年4月27日、LIBERAと和解したことを報告。
2020年6月30日をもってLIBERAを退所。

## 社会貢献
2018年、支援が必要な子供のためにユニセフへ1000万円の寄付を行った。
2019年から、環境保護と動物愛護のため、魚介類以外の動物性食品を食べないぺスカタリアンとなった。また、動物性の皮や毛皮の使用に反対し、ペットショップでの購入ではなく里親になることを推奨している。

## 広告塔
『ViVi』の専属モデルを務めていた時期、2009年からはるやま商事と『ViVi』の提携企画開発による女性向けスーツ「ViVifleurs(ヴィヴィフルール)」のイメージモデルへ。のちにはファッションブランド「サマンサタバサ」のイメージキャラクターにあたる“サマンサミューズ”の一員ともなり、2011年、8月から山本美月、蛯原友里、道端ジェシカ、板野友美、および土屋巴瑞季という5名の“サマンサミューズ”らにテイラー・モムセンを加えた総勢7名で同ブランドのテレビコマーシャルに出演。ほか同様の顔ぶれとともに同ブランドの書籍型カタログの表紙に登場するなどした。
2012年には20代前半向け化粧品ブランド「BRIGITTE（ブリジット）」からのイメージキャラクター起用を受け、1月末から同ブランドのテレビコマーシャルに出演。さらに4月には不二家洋菓子店からの広告塔起用が決定。同社のマスコットキャラクターにあたるペコちゃんと自身の舌を出す仕草との類似性などが着目されての起用であった。ホットランドの展開によるたこ焼きチェーン『築地銀だこ』からのイメージキャラクター起用もあり、8月から同チェーンの店頭ポスターやテレビコマーシャルなど様々な広告キャンペーンに登場。続けて9月には自身のプロデュースによる2種の菓子製品を同社より発売。この年には下着ブランド「ピーチ・ジョン」のブラジャー製品『クーリッシュブラ』からのイメージキャラクター起用 もあり、その活動の一環として同ブランドのカタログの表紙に登場するなどした。
2013年には美容ブランド「TSUYAMOTE BEAUTY（ツヤモテビューティー）」のイメージキャラクターに就任。2月より同ブランドのテレビコマーシャルに出演している。さらに脚関連用品総合ブランド「ドクター・ショール」からのイメージキャラクター起用を受け、3月より同社製品のテレビコマーシャルに出演。同時期には清涼飲料「桃の天然水」のイメージキャラクターともなり、華原朋美と浜崎あゆみに続くCMキャラクターとして4月から同製品のテレビコマーシャルに出演している。さらに新たにイメージキャラクターとなった『三井アウトレットパーク』 や、溝端淳平ならびにパンツェッタ・ジローラモとともにCMキャラクターを担うTBC のテレビコマーシャルも同時期からの放映開始となった。11月には米国ニューヨーク発のファッションブランド「REBECCAMINKOFF（レベッカミンコフ）」の広告キャンペーンに起用。
2015年10月5日、3年連続受賞で「永久ベストジーニスト」殿堂入りを果たした。
2016年3月4日、JR九州公式フォトグラファーに就任。インスタグラムで鹿児島の写真を発信。

## SNS

### ツイッター
2012年2月29日に自身の公式ツイッターを開始。それから3日間のうちにフォロワー数19万人超という人気を見せた。開始10日後の3月9日に30万フォロワーを突破。2週間後には43万余に達し、ついに益若つばさやきゃりーぱみゅぱみゅを超えて日本の女性モデルで1位のフォロワー数を計上。10月初旬に100万人を突破。2013年11月に180万人を超え，2013年12月11日時点で1,834,543。フォロワー数総合ランキングにて第4位。

### YouTube
2020年1月8日にYouTubeに初投稿を行った。前日の1月7日に自身の
Instagramにて発表していた。

## 人気
バングラデシュ人、日本人、およびロシア人の血を引く混血であるがゆえの“エキゾチック”な容姿という持ち味に加え、どのような人物に対してもタメ口で物怖じの様子を見せない奔放な性格などが顕著な特色と捉えられている。一般にはいわゆる“天然キャラ”が広く浸透しているものの、世代の近い若者層の間では「ファッションリーダー」としての認知をも受ける。
| 順位 | 調査内容                                                   | 前後                                    | 実施年 | 実施主体               | 出典   |
| ---- | ---------------------------------------------------------- | --------------------------------------- | ------ | ---------------------- | ------ |
| 1位  | “「おとぼけキャラ」で印象的なのは？”                       | 2位：綾瀬はるか                         | 2013年 | gooランキング          | [ 87 ] |
| 1位  | “「この人の人生本当に幸せそうだな・・・」と思う女性芸能人” | 2位：ベッキー                           | 2013年 | gooランキング          | [ 88 ] |
| 1位  | “勉強を教えて欲しい芸能人”女性部門                         | 2位：宮崎美子                           | 2013年 | すららネット           | [ 89 ] |
| 1位  | “「最近、テレビでよく見るなぁ」と感じる若手モデル”         | 2位：菜々緒                             | 2012年 | gooランキング          | [ 85 ] |
| 1位  | ギャル対象“おハコ芸能人モノマネ”                           | 2位：浜崎あゆみ                         | 2012年 | GRP                    | [ 90 ] |
| 1位  | 働く女性対象“おしゃれだと思うモデル”                       | 2位：ヨンア                             | 2012年 | マイナビウーマン       | [ 91 ] |
| 2位  | “クイズ番組で珍解答を連発するタレント”                     | 1位：具志堅用高/3位：鈴木奈々           | 2013年 | gooランキング          | [ 92 ] |
| 2位  | “ファッションショーでアガる芸能人”                         | 1位：益若つばさ/3位：香里奈             | 2012年 | GRP                    | [ 93 ] |
| 2位  | “2012年ブレイクすると思う芸能人”                           | 1位：鈴木奈々/3位：きゃりーぱみゅぱみゅ | 2012年 | GRP                    | [ 94 ] |
| 3位  | “いっしょに住んでみたい有名人”女性部門                     | 2位：綾瀬はるか/4位：天海祐希           | 2013年 | HOME'S                 | [ 95 ] |
| 3位  | “著名人幸福度”女性部門                                     | 2位：松田聖子/4位：綾瀬はるか           | 2012年 | サンケイリビング新聞社 | [ 96 ] |
| 3位  | “エンタメ流行語”「オッケ〜」/「いい感じ〜」                | 2位：「てへぺろ」/4位：「どうするぅ」   | 2012年 | オリコン               | [ 97 ] |

「Memories」の発売による歌手活動への着手があった2012年には、音楽ニュースサイト『BARKS』の「最も読まれたニュース」を集計する企画“BARKS News Award”にて、洋楽部門のミューズと並び、邦楽部門で1位になるなどしている。

## 主な出演

### 雑誌
- 『ViVi』（講談社、専属：2008年 - 2012年[99]）
- 『Popteen』（角川春樹事務所、読者：2007年 - ）
- 『VOGUE』（ヴォーグ・ジャパン）
- 『SPUR』（集英社）
- 『numero』（扶桑社）
- 『WWD MAGAZINE』（INFASパブリケーションズ）
- 『25ans』（ハースト婦人画報社）
- 『GISELe』（主婦の友社）
- 『VoCE』（講談社）
- 『fAUG』（講談社）
- 『sweet』（宝島社）
- 『CUTiE』（宝島社）
- 『POPTEEN』（角川春樹事務所）
- 『BLENDA』（角川春樹事務所）
- 『ar』（主婦と生活社）
- 『MORE』（集英社）
- 『セブンティーン』（集英社）
- 『Zipper』（祥伝社）
- 『S-Cawaii』（主婦の友社）
- 『東京ガールズジャーナル』（セブン＆アイ出版）
- 『Fine』（日之出出版）
- 『and Girl』（エムオン・エンタテイメント）
- 『anan』（マガジンハウス）
- 『ネイルup!』（ブティック社）
- 『ネイルビーナス』（実業之日本社）

### ランウェイ
- 東京ガールズコレクション：2009年秋冬[100]、2010年春夏[101]、2010 in 沖縄[102]、2010年秋冬[103]、2011年秋冬[104]、2012年春夏[105]、2012年秋冬[106]、2013年春夏[107]
- ガールズアワード：2010[108]、by CROOZ blog 2011 AUTUMN/WINTER[109]、2012年秋冬[110]
- 渋谷ガールズコレクション：2009年春夏[111]
- 神戸コレクション：2008年春夏（モデルオーディションにて審査員特別賞を獲得、「西園寺ローラ」名義）[112][113]
- ViVi Night：2013年(ゲスト出演)

### CM等
- 『はるやま ViVi fleurs』(2009年)[要出典]
- イオン（2010年）
- サマンサタバサ（2011年）
- デニーズ「冬のハンバーグフェア」（2011年12月 - 2012年1月）
- SHO-BI「BRIGITTE」（2011年）
- 『ピーチジョン』(2012年 - )
- 『CLASTYLE』(2012年)
- 富士重工業・スバル「10万円返ってくる」キャンペーン （2012年）
- 白元「フローラルミセスロイド」（2012年） 共/石田純一[114]
- サッポロビール「サッポロホップ畑の香り」（2012年）[115]
- TOKYO BDC（2012年）
- サイバーエージェント・アメーバピグ（2012年）
- 築地銀だこ（2012年）[116]
- 『不二家 milky』（2012年）
- 『パラノーマル・アクティビティ4』（2012年）[117]
- ソニー「ソニーのブルーレイ」（2012年） 共/山下真司[118]
- DMM.com証券（2013年-）
  - 単独出演→共/清原和博（2013年7月 - ）
  - 「DMM FX」→共/石橋貴明 (2014年11月 - [119]）
  - 「DMM FX」（女将編＝2022年[120]、フィットネス編＝2024年）
- CJプライムショッピング『TSUYAMOTE BEAUTY（ツヤモテビューティー）』（2013年）
- 花王「エッセンシャル ダメージケア」（2013年）  共/梨花
- JT「桃の天然水」（2013年）
- レキットベンキーザー・ジャパン ドクター・ショール「寝ながらメディキュット」（2013年）
- アサヒビール「アサヒふんわり」（2013年）
- 三井アウトレットパーク（2013年）
- エステティックTBC
  -  共/パンツェッタ・ジローラモ（2013年）
  - 「ローラ内閣発足」篇（2015年3月 - ）[121]
  - 「ローラ内閣執務室」篇（2015年5月 - ）[122]
  - 「キレイはTからはじまる」篇（2016年5月9日- ）[123]
  - 「脱毛で美しい肌」篇・「男性もヒゲ脱毛」篇（2017年12月16日 - ）[124][125]
  - 「人魚のローラ」篇（2018年11月19日 - ）[126]
- コーセー
  - 「ヴィセ」（2013年）
  - 「黒糖精 化粧水」篇・「黒糖精 ジェル」篇（2015年9月 - ）[127]
  - 「スポーツビューティ（2017年）[128]
- エスエス製薬「イブA錠」（2013年）
- ファーストリテイリング
  - ジーユー（2014年）
  - ユニクロ
    - ジョガーパンツ（2016年2月 - ）[129]
    - 「17FW ジーンズ ローラ」篇（2017年8月31日 - ）[130]
- ユニ・チャーム
  - センターイン
    - 「花束」篇（2014年9月20日 - ）[131]
    - 「マガジン」篇（2015年10月26日 - ）[132]
    - 「メリーゴーラウンド」篇（2017年7月17日 - ）[133]

  - ソフィ
    - 「はだおもい」「超熟睡ガード」（2018年11月12日 - ）[134]
- バンダイ「TAMAGOTCHI 4U」（2014年9月 - ） [135]
- gloops 「スカイロック」 （2014年11月 - ）[136]
- サントリー バーボン「ジムビーム」
  - 「ローラ登場」篇（2014年12月19日- ）[137]
  - 「Squeeze」篇（2015年7月27日- ）[138]
  - 「ROOFTOP」篇（2016年7月24日 - ）[139]
  - 「エネルギッシュ・ダウンタウン」篇（2016年12月23日- ）[140]
  - 「メンチカツ」篇（2017年4月10日 - ）
  - 「The Great Roots」篇（2017年11月21日 - ）[141]
- ユーキャン
  - 「ローラとアンナのユーキャンで学ぼう篇」（2015年1月3日 - ）[142][143]
  - ローラとDAIGOの好きを学ぼう!「登場」篇・「添削」編（2016年1月1日 - ）[144][145]
- 第一興商
  - ビッグエコー（2011年）
  - DAM 「LIVE DAM STADIUM」（2015年6月1日 - ）[146][147]
- 吉野家
  - 「麦とろ牛皿御膳」（2015年7月27日 - ）[148]
  - 「牛すき鍋膳」（2015年10月13日 - ）[149]
- ペロリ（DeNA） MERY
  - 「アドバイス」篇（2015年12月16日 - ）
  - 「カフェ」篇（2016年4月22日 - ）[150]
- ミュージカル『ドリームガールズ』（2016年） - 宣伝隊長 [151]
- マネーフォワード 「MFクラウド」
  - 「オフィス」篇・「領収書」篇・「カフェ」篇（2016年8月20日- ）[152]
- リクルート「ホットペッパービューティー」（2016年）[153]
  - 「パパパーン」篇・「ポイントたまる」篇・「さっきで今だよ」篇（2016年11月24日- ）[154]
- ユーカーパック イメージキャラクター（2016年12月 - ）[155]
- エイチームブライズ「Hanayume」（2016年）[156]
  - 「Hanayumeデビュー」篇・「Hanayumeライブウエディング」篇（2016年12月21日- ）
- クルーズ SHOPLIST
  - 「ローラも初売りイクゾウ 16AW」篇（2016年12月29日 - ）[157]
  - 「Good Morning With ROLA」篇（2017年4月22日 - ）[158]
- CHINTAI
  - 「Hey,Simu」篇 共/志村けん（2017年1月4日 - ）[159][160]
  - 「ローラプレイング」篇（2017年8月13日 - ）[161]
- プリモ・ジャパン アイプリモ（2017年2月14日 - 2017年2月27日）[162]
- エースコック　焼そばモッチッチ「ローラダンス」篇 （2017年6月20日 - ）[163]
- ライオン　NONIO「登場」篇（2017年8月23日 - ）[164]
- ネイチャーラボ「モイストダイアン パーフェクトビューティー」
  - 「ティザー」篇・「出会い」篇（2017年9月5日 - ）[165]
- 楽天
  - 楽天モバイル 「Super Challenge編」（2017年9月27日 - 10月14日）[166]
  - Rakuten BRAND AVENUE 「Color Explosion」篇（2018年7月14日 - 7月20日）[167]
- AppBrew LIPS 「ドラッグストア」篇（2018年12月8日 - ）[168]
- ジョンソン　グレード（2019年4月 - ）
- MYTREX「MYTREX HIHO FINE BUBBLE+」（2022年9月 - ）[169]
- カゴメ「アーモンド・ブリーズ」（2025年3月 - ）[170]

### テレビ番組
過去
- レコ☆Hits!（日本テレビ、2009年 - 2010年）
- ヒルナンデス!（日本テレビ、2011年4月 - 2011年6月） - 月曜レギュラー
- サンデージャポン（TBS、2011年 - 2012年） - 準レギュラー
- 森田一義アワー 笑っていいとも!（フジテレビ、2012年4月3日 - 2014年3月25日） - 火曜日レギュラー
  - 笑っていいとも!増刊号（フジテレビ、2012年4月8日 - 2014年3月30日）
- そうだ旅（どっか）に行こう。（テレビ東京、2012年4月 - 2015年9月） - 「ローラ旅に行こう」のコーナー
- クイズ30〜団結せよ!〜（フジテレビ、2014年4月27日 - 9月14日） - 田村淳と共にMC
- めざましテレビ（フジテレビ、2016年10月7日 - ） - 「ローラの休日〜キレイになれる健康ご飯〜」コーナー担当（毎週金曜日）[171]

### テレビドラマ
- TOKYO本音モデルズ (2009年10月20日、フジテレビ) - 本人 役
- ATARU（TBS、2012年4月15日） - 第1話：女性店員 役[172]

### テレビアニメ
- サザエさん（2012年7月22日、フジテレビ） - OLローラ 役

### 映画
- バイオハザード: ザ・ファイナル（2016年12月23日公開） - コバルト 役[41]
- メインストリーム（2021年10月8日公開） - ユーチューバー 役

### 劇場アニメ
- 劇場版ポケットモンスター ベストウイッシュ キュレムVS聖剣士 ケルディオ』（2012年） - マリン 役（声優）/主題歌担当[173]
- ちびまる子ちゃん イタリアから来た少年（2015年） - シンニー 役

### ミュージック・ビデオ
- 「i hate u」（ISSA×SoulJa+ROLA、2011年10月12日発売）[174]
- 「アイ・リアリー・ライク・ユー（I really like you）』（カーリー・レイ・ジェプセン、アルバム『エモーション』収録、2015年6月24日発売）[175]

## 発売作品

### 書籍
- 『THE ROLA!!』（2012年、講談社）[176]
- レシピ本「Rola's Kitchen」（2015年11月30日、エムオン・エンタテインメント）[177]
- 「Speak English with me」（2017年、KADOKAWA）[178]

### シングルCD
| 枚数 | 発売日        | タイトル | 順位 | 初動売上 | 累計売上 |
| ---- | ------------- | -------- | ---- | -------- | -------- |
| 1    | 2012年7月11日 | Memories | 14位 | 5172枚   | 9066枚   |

## 賞歴
- 『ベストジーニスト』
  - （協議会選出部門、2012年）[179]
  - （一般選出部門、2013年・2014年）[180]
- 『ネイルクイーン』（タレント部門、2012年・2013年・2014年）[181][182][183] - ネイルクイーン殿堂入り[184]
- 『The Best of Beauty 2013』（20代部門、2013年）[185][186][187]
- 『日本メガネベストドレッサー賞』（サングラス部門、2013年）
- 『クックパッド アワード2015 ベストクッキング賞』（2015年）[177]